# Xã Everett, Michigan
Xã Everett (tiếng Anh: Everett Township) là một xã thuộc quận Newaygo, tiểu bang Michigan, Hoa Kỳ. Năm 2010, dân số của xã này là 1.862 người.